# 臭化チタン(IV)
臭化チタン(IV)(Titanium tetrabromide)は、化学式TiBr4の化合物である。最も揮発性の高い遷移金属臭化物である。 TiBr4の特性は塩化チタン(IV)(TiCl4)とヨウ化チタン(IV)(TiI4)の平均である。これらの四配位Ti（IV）種の重要な特性は、ルイス酸性度の高さ及び非極性有機溶媒への溶解度の高さである。 TiBr4は金属中心のd0構成を反映し、反磁性である。

## 生成と構造
四配位の複合体は、四面体構造を取る。(i)元素からの生成、(ii)酸化チタン(IV)と炭素及び臭素との反応（クロール法）、(iii)臭化水素による塩化チタン(IV)の処理、等の様々な方法で生成できる。

## 反応
臭化チタン(IV)は、TiBr4(THF)2や[TiBr5]-等の付加物を作る。2-メチルピリジン(2-MePy)のような嵩高のドナーリガンドの場合は、五配位の付加物を作る。TiBr4(2-MePy)は、赤道平面にピリジンが配する両三角錐の構造を取る。
臭化チタン(IV)は、有機合成化学においてルイス酸触媒となる。
臭化チタン(IV)と塩化チタン(IV)は反応して、混合四ハロゲン化物TiBr4-xClx (x = 0-4)を作る。この再分配反応のメカニズムはまだ分かっていない。提案されている1つの経路は、二量体の中間体を経るものである。

## 安全性
臭化チタン(IV)は急速に加水分解して臭化水素を生成するため、危険性がある。